# Vince Offer
Offer Shlomi (en hebreo, עוֹפﬧ שלוֹמי; Beerseba, 25 de abril de 1964), más conocido como Vince Offer, es un vendedor, publicista, actor y comediante israelí-estadounidense.

## Carrera

### Películas
En 1999, Offer dirigió y apareció en The Underground Comedy Movie, que fue recibida con críticas muy negativas. El DVD de la película fue comercializado a través de la televisión. La película también dio lugar a varios juicios. Aunque la película fue estrenada en 1999, Offer estaba en bancarrota en 2002 y los planes de distribución del vídeo doméstico fueron archivados. Offer, que anteriormente había sido un exitoso vendedor de una herramienta para cortar vegetales y hombre de negocios, reanudó la venta de cortadores de vegetales para mantenerse y recaudar dinero para completar el proyecto de la película. Unos meses después, se había ganado lo suficiente para reanudar la producción y la película fue finalmente completada, publicada y comercializada exclusivamente en infocomerciales nocturnos que ofrecían pagando con sus ganancias del tianguis. La película vendió más de 100.000 copias y Offer ha utilizado las ganancias de la venta de presentar una demanda en contra de la Iglesia de la Cienciología, siendo un ex-cienciólogo.
En 2011, apareció como él mismo en la película de Adam Sandler Jack and Jill, donde Jill (interpretado por Sandler) se refirió a él como "el chico ShamWow" .
En 2013, Offer lanza InAPPropriate Comedy, película en la que director y escritor. Además aparece en un personaje llamado Peeping Tom. La película fue concebida originalmente como una secuela de su antología anterior, llamada Underground Comedy 2010. En la película participan Rob Schneider, Michelle Rodriguez, Adrien Brody, y Lindsay Lohan.

### Comercialización infomercial
Offer, que financió The Underground Comedy Movie con su propio dinero, tenía problemas para venderlo. Inspirado por el éxito de comercialización de Girls Gone Wild, decidió poner el trailer en un comercial. Se dice que vendió 50.000 copias mediante orden directa y 50.000 más en las tiendas. En 2010, anuncia el álbum de Eminem Recovery.

#### ShamWow!
El éxito del informercial de The Underground Comedy Movie le sugirió a Offer que debería vender algo más convencional. Basándose en su experiencia de trabajo en los mercados de pulgas, decidió en 2006 comercializar un producto de limpieza que vio allí, una toalla absorbente que él llama ShamWow!. El título del producto se deriva de la pronunciación francesa de la gamuza.
El anuncio, rodado en el verano de 2007 con un presupuesto de 20.000 dólares, se convirtió en un éxito popular.
Seth Stevenson elogió a Offer por su "impresionante y sutil dominio del arte del feriante" (con frases como "Sabías que en Alemania hacen cosas buenas"), y se preguntó si "la manera abrasiva de Offer también podría marcar una nueva estrategia única en el anales de pitchdom". Stevenson compara a Offer con los pitchmen "más optimistas" de televisión de antes, como Billy Mays y Home Shopping Network Hosts y llegaron a la conclusión de que "la condescendencia con facilidad de palabra" de Offer era más adecuado para el presente "zeitgeist" que el "fervor sincero" de los voceros como Mays y Ron Popeil.
Consumer Reports informó que el comercial de "ShamWow!", presentado inicialmente por Offer reclamaba que el producto mantenía "20 veces su peso en líquido". Más tarde, el infomercial fue cambiado reclamando que el "ShamWow!" sostenía "12 veces su peso en líquido", luego cambiado de nuevo a "10 veces". Consumer Reports realizó sus propias pruebas en el producto y encontró que efectivamente sostiene 10 veces su peso en líquido, pero no más.
Offer dice que ha vendido millones de toallas. A pesar de su éxito de infomercial, Offer dice que "no se trata de mi carrera", y que se considera a sí mismo como parte del mundo cinematográfico.
Pitchman Billy Mays había estado promoviendo un producto similar llamado Zorbeez dos años anteriores al "ShamWow!". Mays señaló que los anuncios de "ShamWow!" utilizan muchas de las mismas demostraciones de Zorbeez. En febrero de 2009, mientras que en el programa de radio Adam Carolla, Billy Mays desafió públicamente a Offer a un "terreno de juego off" entre sus respectivos productos de toallas absorbentes. Popular Mechanics probó la capacidad de absorción de las dos toallas y declararon que "ShamWow!" fue el más efectivo de los dos, pero señaló que "Si usted tiene trapos de tela reutilizables (o un rollo de toallas de papel), entonces ninguno de los productos son necesarios."
Durante el episodio, se sugirió que el probador de Popular Mechanics no utilizó el Zorbeez correctamente.
Después de la popularidad del comercial, TMZ en 2009 se publicó un remix de los comerciales en su sitio. La remezcla fue creada originalmente por DJ Steve Porter.

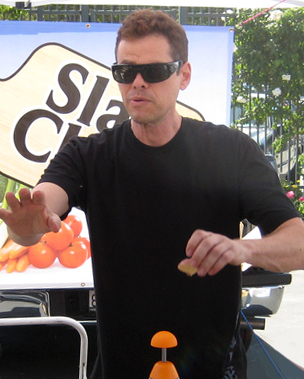
Vince anunciando el Slap Chop en agosto del 2008

### Slap Chop
En diciembre de 2008, Offer, quien previamente había vendido utensilios de cocina en el tianguis, apareció en otro infomercial de cocina, presentando el Slap Chop y Graty. El Slap Chop es un dispositivo de mano que corta productos con cuchillas internas; para operarlo, el usuario coloca sobre una base un alimento y golpea el botón en la parte superior. El Graty es un rallador de queso que funciona colocando el queso en el interior y a continuación, girando la carcasa exterior del utensilio que hace ralla el queso. Ambos de estos dispositivos se ofrecen en varios colores. La agresividad y el uso del "doble sentido" por parte de Vince, como por ejemplo "You're gonna love my nuts" en la versión en inglés (traducido como "Te van a encantar mis nueces") o las frases "Mira mi huevo" y "excitante" en la versión para el público de habla hispana, le han ganado notoriedad, y de acuerdo con un blog de Adweek, hicieron a Offer "el hombre que podía vencer a Billy Mays en su propio juego."
Billy Mays había promovido un grupo de productos similares que incluían el Chop Quick y el rallador Quick Grater, antes del conjunto de productos Slap Chop y Graty, respectivamente de Offer. Mays volvió a señalar que los anuncios Slap Chop utilizan muchas de las mismas demostraciones del comercial producido antes Chop Quick. Mays dijo en la misma entrevista del programa de radio de Adam Carolla en febrero de 2009 que la oferta no solo robó la idea del producto Zorbeez, sino también la idea del Quick Chop. En abril de 2009, DJ Steve Porter publicó una canción electro llamada "Slap Chop Rap" remix Auto Tune, que creció un seguimiento de culto en julio de 2009.

### Schticky
En 2012 Offer volvió a la televisión con la venta de "Schticky", un rodillo de pelusa reutilizable que está disponible en tres tamaños: pequeño Schticky, Schticky, y Schticky grande.
El comercial hace muchas referencias a sus otros dos comerciales, con Offer diciendo muchas de sus frases. También se burla de su arresto en 2009, posando para una ficha policial falsa.

## Cuestiones jurídicas

### Demandas
The Underground Comedy Movie fue objeto de varias demandas presentadas por Offer contra otros. El 23 de septiembre de 1998, Vince Offer presentó una demanda contra la 20th Century Fox y los codirectores de  There's Something About Mary, Bobby y Peter Farrelly. Offer afirmó que 14 escenas de There's Something About Mary se levantó de su película. Los Farrelly publicado esta declaración: "Nunca hemos oído hablar de él, nunca hemos oído hablar de su película, y todo es un montón de tonterías."El caso fue desestimado con prejuicio sobre una moción de juicio sumario por orden de la corte en 2000, y Twentieth Century Fox recibió $ 66,336.92 en gastos legales.
En 2000, Offer demandó con éxito a Anna Nicole Smith por $ 4 millones, alegando que Smith había acordado estar en su película, pero se arrepintió en 1996 por temor a que aparecer en la película podría ser perjudicial para su carrera. Offer ganó el pleito, pero el caso fue resuelto de todos modos.
En 2004, Offer envió un comunicado de prensa a través de prnewsonline.com para anunciar su intención de demandar a la Iglesia de la Cienciología. En 1997, mientras la producción estaba en marcha, la Iglesia de la Cienciología supuestamente había iniciado una campaña de difamación a gran escala contra Offer y su película (Offer era un cienciólogo en el momento).

### Arresto
El 7 de febrero de 2009, fue arrestado en Miami Beach, Florida, por un cargo de delito grave después de un altercado con una prostituta de 26 años de edad llamada Sasha Harris. Offer sostuvo que golpeó la prostituta cuando ella "Le mordió bien fuerte la lengua y no quería dejarla ir." Los fiscales más tarde se negaron a presentar cargos formales contra cualquier individuo.